# Північна Умуахія
Північна Умуахія (англ. Umuahia North) — одна із 17 територій місцевого управління штату Абія, Нігерія. Адміністративний центр — місто Умуахія.
Площа — 245 км2. Чисельність населення — 220 660 осіб (станом на 2006 рік).